# Rebelia Daniela Shaysa
Rebelia Daniela Shaysa – powstanie farmerów w stanie Massachusetts przeciwko władzom stanowym i federalnym, trwające w latach 1786–1787. Bunt był wywołany kryzysem gospodarczym oraz wysokimi podatkami nakładanymi przez legislaturę stanu, które prowadziły do zadłużenia wielu gospodarstw. Po kilku miesiącach rebelia została stłumiona przez wojska rządowe.   

## Przyczyny
Przyczyną niepokojów społecznych w Massachusetts było zadłużenie znacznej części farmerów (yeomen). Położenie ekonomiczne tej warstwy już przed wojną o niepodległość było trudne, a po odłączeniu od Wielkiej Brytanii znacznie się pogorszyło. Było to spowodowane faktem, że po wojnie brytyjscy kupcy zaprzestali udzielania kredytu swoim amerykańskim kontrahentom i zaczęli wymagać od nich natychmiastowych płatności w twardej walucie. W rezultacie wzrosło zapotrzebowanie na kruszec w wewnętrznym obiegu gospodarczym Stanów Zjednoczonych. Kupcy, którzy wcześniej przyjmowali od farmerów płatności w postaci plonów, po wojnie mogli przyjmować już tylko gotówkę. Była to trudna sytuacja dla farmerów, którzy zazwyczaj mieli bardzo niewiele pieniędzy.     
Co więcej, również państwo amerykańskie po wojnie było poważnie zadłużone. Aby zebrać pieniądze na spłatę długów wojennych, władze Massachusetts wdrożyły restrykcyjną politykę fiskalną, nakładając wysokie podatki, które miały być płacone jedynie gotówką. Szczególnie ucierpieli na tym farmerzy z zachodniej części stanu. Obciążenia podatkowe prowadziły do dalszego zadłużenia gospodarstw. Farmerzy, którzy nie mogli spłacić należności, tracili gospodarstwa na rzecz wierzycieli lub trafiali do więzienia za długi. W niektórych hrabstwach sprawy sądowe o egzekucję długów dotyczyły nawet 1/3 dorosłych obywateli.
W obliczu trudności ekonomicznych farmerzy domagali się od władz stanu wprowadzenia papierowych pieniędzy i możliwości spłacania długów przez wymianę barterową. Od 1784 roku do legislatury stanowej w Bostonie wpływały liczne petycje z tymi postulatami, farmerzy organizowali również liczne zgromadzenia w stolicach hrabstw. Możliwość wprowadzenia papierowych pieniędzy budziła natomiast opór większości kupców, którzy powoływali się na nienaruszalność umów. W listopadzie 1785 i maju 1786 roku legislatura Massachusetts odrzuciła najważniejsze postulaty farmerów. Stało się to przyczyną kolejnych niepokojów, które przekształciły się w zbrojną rebelię.   

## Rebelia
Jesienią 1786 roku niezadowoleni farmerzy, wśród których było wielu weteranów wojny o niepodległość, zaczęli formować uzbrojone oddziały milicji. Pod koniec września duża grupa rebeliantów pod dowództwem Daniela Shaysa zajęła sąd w Springfield i zmusiła sędziów do odroczenia sesji. W następnych tygodniach buntownicy podjęli podobne działania w wielu innych miastach Massachusetts. Ich celem było niedopuszczenie do dalszego przejmowania zadłużonych gospodarstw przez wierzycieli, dlatego zajmowali budynki sądów i nie wpuszczali do nich sędziów, by rozprawy o egzekucję długów nie mogły się odbywać. Była to praktyka zaczerpnięta z działań wcześniejszego ruchu Regulatorów, do którego odwoływali się farmerzy. Podobnie jak Regulatorzy, farmerzy pod przywództwem Shaysa sprzeciwiali się silnej pozycji państwa, a legitymację swoich działań wywodzili z woli lokalnej społeczności.
Pod koniec października legislatura stanowa z inicjatywy Samuela Adamsa uchwaliła prawo o buntach (Riot Act), zakazujące gromadzenia się dużych grup uzbrojonych ludzi. Ustawa ta przewidywała surowe kary dla rebeliantów, łącznie z przepadkiem majątku. W listopadzie uchwalono kolejne prawo, które czasowo umożliwiało władzom aresztowanie podejrzanych bez nakazu sądu. Oprócz tego prawodawcy stanowi uchwalili jednak amnestię dla tych buntowników, którzy złożą przysięgę na wierność legalnej władzy.
Władze stanowe wysłały przeciwko buntownikom oficjalną milicję, jednak większość jej członków sympatyzowała z zadłużonymi farmerami. Wielu milicjantów wręcz przechodziło na stronę rebeliantów. Początkowo nie dochodziło do poważniejszych starć zbrojnych. W styczniu 1787 roku buntownicy dowodzeni przez Shaysa zaatakowali arsenał w Springfield, ale atak został odparty. 4 lutego doszło do decydującej bitwy pod Petersham, w której rozbito siły powstańcze. Daniel Shays zbiegł do Vermontu, który był wówczas niepodległym państwem.

## Skutki
Rebelia uświadomiła amerykańskim elitom politycznym konieczność zmian ustrojowych idących w kierunku zwiększenia siły państwa i wpłynęła na zwołanie Konwencji Konstytucyjnej w Filadelfii, w trakcie której uchwalono Konstytucję USA. Powstanie miało także wpływ na dalsze decyzje legislatury stanu Massachusetts. W jego efekcie zmniejszono podatki i wprowadzono moratorium na ściąganie długów na terenie stanu.
Zajmujący ówcześnie stanowisko ambasadora we Francji Thomas Jefferson pozytywnie ocenił powstanie, pisząc w liście do Jamesa Madisona, że „niewielka rebelia od czasu do czasu jest dobrą rzeczą”. Pogląd Jeffersona na tę kwestię był odosobniony, pozostali znaczący politycy amerykańscy uznawali rebelię w Massachusetts za niepokojący sygnał.